# Crouchen
La crouchen es una uva blanca usada para el vino de Sudáfrica y Australia. Se originó en el Pirineo francés pero ahora está prácticamente extinta en Francia debido a su gran susceptibilidad a las enfermedades de la uva como el mildiu. La uva es conocida bajo una gran variedad de sinónimos, entre los que destacan clare riesling y cape riesling aunque no está emparentada con la variedad riesling. Las regulaciones recientes de la Unión Europea han prohibido el uso de estos dos sinónimos en las etiquetas pero aun así se sigue encontrando en algunos casos.

## Historia
Los registros históricos indican que la crouchen fue llevada desde Francia al valle Clare de Australia Meridional en 1850. Ahí la uva fue confudida con la semillon y con la riesling hasta que los australianos la consideraron una nueva variedad y la llamaron clare riesling. En 1976 el ampelógrafo Paul Truel descubrió que era idéntica a la crouchen francesa.

## Regiones

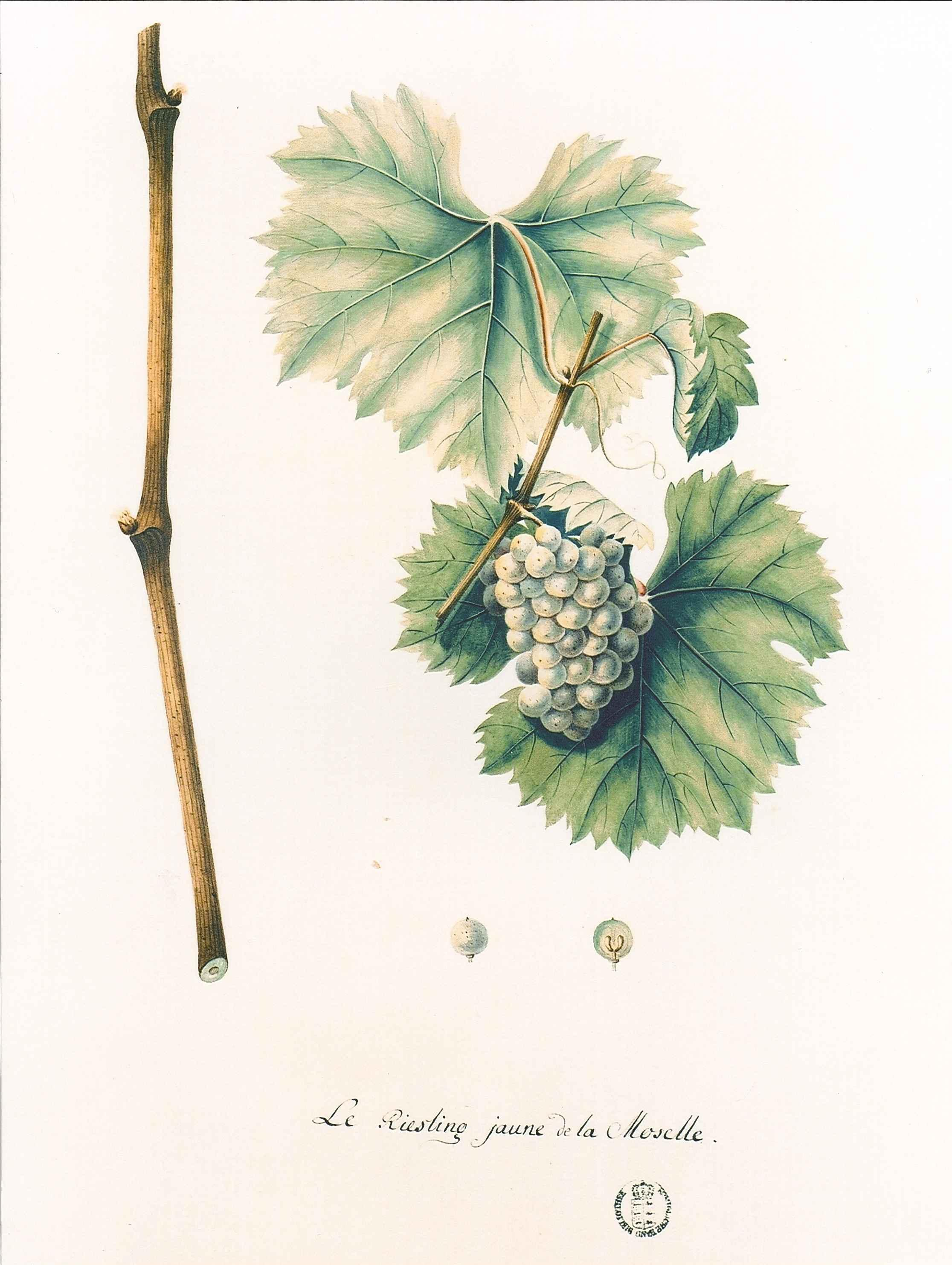
La crouchen

A comienzos de la década de 1990 había unas 420 ha de crouchen en Australia pero este número ha ido disminuyendo en los últimos años. En Australia es usada sobre todo como un componente de mezcla para aumentar los aromas de los vinos blancos.
Sigue siendo una variedad muy extendida en Sudáfrica, representando el 3% de todos los viñedos del país. Hay unas 3200 ha. La mayoría están en las regiones de Paarl y Stellenbosch. Aquí la variedad es econocida como cape riesling pero a menudo es llamada simplemente Riesling. La uva alemana Riesling es conocida en Sudáfrica como weissner o white riesling. El experto en vino Jancis Robinson notó que algunos ejemplares de vino de cape riesling tienen potencial para la crianza y para mejorar en la botella. Oz Clarke notó que algunos de los mejores ejemplares de vino de crouchen pueden ser "bastante acerados".

## Sinónimos
La crouchen también es conocida por los sinónomos basque, cape riesling, cheri cerratia, clare riesling, cougnet, crochenta, crouchen blanc, cruchen, cruchen blanc, cruchenta, cruchenton blanc, grand blanc, kaapse Riesling, messanges blanc, navarre blanc, Paarl riesling, riesling, riesling vert, S. A. riesling, sable blanc, sales blanc, trouchet blanc y zurizerratia.